# Димитрина Пандурова
Димитрина Тодорова Пандурова е български журналист, публицист и политолог. Дългогодишен телевизионен водещ.

## Биография
Родена е на 26 феврари 1977 в Пловдив. Средното си образование завършва в Търговската гимназия в Пловдив. Бакалавър по Масови комуникации от НБУ. Магистър политолог, със специалност „Политически мениджмънт“ от Пловдивския университет „Паисий Хилендарски“. Докторант на Шуменския университет „Епископ Константин Преславски“. Популярно лице от екрана на първото всекидневно вечерно публицистично предаване с продължителност над три часа. Дългогодишен автор на предаването „Под лупа“, в което е взела интервюта от стотици политици, икономисти, дипломати по актуалните теми от деня. Автор на списание „Кенгуру“ – специализирано издание, в което води рубрики и пише по теми, свързани с развитието на детето от бебешка до тийнейджърска възраст.
От септември 2015 г. живее със семейството си в Мюнхен, Германия. Създател на платформата – info-portalbg.com – с информация за българите по света. В началото на месец май 2017 година започна и едноименна авторска рубрика – „Инфо-Портал BG“ по радио Лора, Мюнхен.